# Shola Ameobi
Foluwashola „Shola“ Ameobi (* 12. října 1981, Zaria, Nigérie) je bývalý anglicko-nigerijský fotbalový útočník. Reprezentoval Anglii v mládežnické kategorii U21, na seniorské úrovni reprezentoval Nigérii.

## Klubová kariéra

### Newcastle United FC
S fotbalem začínal v Anglii v klubu Newcastle United, kde v roce 2000 debutoval v A-týmu.

### Stoke City FC (hostování)
V roce 2008 odešel na hostování do Stoke City FC.

### Gaziantep Büyükşehir Belediyespor
V srpnu 2014 odešel do tureckého druholigového klubu Gaziantep Büyükşehir Belediyespor, ale v prosinci téhož roku zde skončil, dohodl se na zrušení smlouvy. Celkem odehrál za turecký tým 11 zápasů a vstřelil 4 góly.

### Crystal Palace FC
V lednu 2015 se vrátil do Anglie, posílil klub Crystal Palace FC. Debutoval dne 21. února.

### Bolton Wanderers FC
23. října 2015 podepsal smlouvu s Bolton Wanderers FC, kde dostal dres s číslem 26. 25. ledna 2016 mu zde vypršela smlouva.

### Fleetwood Town FC
12. února 2016 zadarmo přestoupil do Fleetwood Town FC.

### Notts County FC
3. února 2017 Ameobi podepsal čtyřměsíční smlouvu s klubem Notts County FC. Po sezóně 2017/18 se Ameobi rozhodl ukončit kariéru.

## Reprezentační kariéra

### Anglie
Shola Ameobi působil v mládežnickém výběru Anglie U21.

### Nigérie
V roce 2009 vyjádřil touhu nastupovat v A-mužstvu Nigérie. Debutoval 14. listopadu 2012 v přátelském střetnutí v Miami proti týmu Venezuely (výhra 3:1). V 61. minutě střídal na hřišti Obafemi Martinse.
Trenér Nigérie Stephen Keshi jej vzal na Mistrovství světa 2014 v Brazílii. Nigérie vypadla v osmifinále s Francií po porážce 0:2.